# Margarida Rugall
Margarida Rugall (Vall Fosca, cap al 1500 - Sort, 1549) fou una remeiera i llevadora també coneguda com na Rugalla, acusada de bruixa. Fou una camperola, mestressa de casa i mare vídua.Vall Fosca

## Biografia
Margarida Rugall nasqué a principis del segle xvi en un dels pobles de la Coma de Mont-ros (actual Vall Fosca). Al llarg de la seva vida adulta, seria jutjada diverses vegades per bruixa i, finalment, sentenciada com a tal el 4 de gener de 1548 davant d'un tribunal civil presidit pel procurador general del Marquesat de Pallars. Gràcies als testimonis de l'enquesta duta a terme en el judici, així com a les declaracions mateixes de Rugall, es pot reconstruir la biografia d'aquesta figura excepcional. Margarida era originària de casa Rugall de la Coma de Mont-ros, la qual abandonà de jove per casar-se en un poble de l'abadiat de Gerri de la Sal. Al cap de poc quedà vídua i amb un fill, i es veié obligada finalment a tornar-se'n a la Coma. Rugall s'instal·laria un temps a Mont-ros a casa d'un familiar i finalment a Paüls, a casa del seu germà Pere Rugall. El seu retorn al poble estigué ja envoltat d'un aire de sospita, donada la coincidència en el temps de la seva arribada amb una cacera de bruixes que s'estava duent a terme a l'abadiat de Gerri.
Aquesta fama seria possiblement la que la feu abandonar la Coma i anar-se'n a Lleida quan, pels volts de 1528, vingueren a caçar bruixes a la Coma de Mont-ros. A Lleida seria empresonada acusada de bruixa, però s'escaparia del judici pel fet d'estar embarassada. Un cop lliure, Rugall hauria tornat a Paüls amb la seva família fins que, l'any 1548, seria detinguda, processada i condemnada per bruixa al castell de Sort juntament amb una altra dona i tres homes de la Coma de Mont-ros.
Gràcies al text del seu procés, es coneix que la vida i la pràctica real d'aquesta dona s'allunyaren força dels estereotips sobre la bruixeria de l'època, demostrant en canvi un ampli coneixement sobre els remeis i la cura dels cossos. Els seus veïns s'hi refereixen com a «metgessa» tot afirmant que només volia fer-ho d'amagat. Això permet pensar que Margarida Rugall era molt conscient del perill que corria 4. Els veïns també expliquen com amb certes herbes i oracions hauria guarit diverses persones a la Coma, especialment infants. Ella mateixa parla de la seva feina de llevadora i de guaridora, utilitzant elements com ara herbes, oli, llana, cera o encens, així com diverses bevendes per a dones o per a contraverí. Rugall arriba fins i tot a narrar un ritual de curació consistent en el recitat d'una oració sobre els cabells o les cintes de les persones malaltes, el dolor de les quals es carrega sobre les espatlles de Rugall mentre afluixa en aquelles.
Aquestes pràctiques curatives de tipus tradicional serien perseguides en el context de la cacera de bruixes moderna, i contrasten amb la presència d'una nova figura, la dels metges vinculats a la nova ciència mèdica universitària. Margarida Rugall representa, doncs, una més dels milers de dones hereves d'una determinada visió del món que incloïa una pràctica de la salut de tipus magicomedicinal; dones que serien perseguides i condemnades en un moment d'imposició d'un nou ordre simbòlic, posant així les bases mentals de la modernitat.
Atès l'atzar que intervé en la conservació dels documents, no es pot certificar l'execució de Rugall tot i haver estat condemnada, ja que manca el darrer foli de la condemna. Es sap, tanmateix, que 28 anys després d'aquells fets, es dugué a terme una nova cacera de bruixes a la Coma de Mont-ros. S'hi detingué i interrogà a una dona gran, de nom Margarida Rugall, i de la qual els testimonis asseguraven que havia estat presa temps enrere al castell de Sort, acusada de bruixa.